# Hiperqueratosi
La hiperqueratosi (equivalent als termes queratosi, queratoma, queratodèrmia i tilosi) és l'engruiximent de l'estrat corni de la pell i provoca durícies o calls.
La queratina prové de les capes de cèl·lules de l'epidermis que moren acceleradament en resposta a contacte continu amb objectes durs o abrasius. Per això les durícies són més comuns en zones de contacte i esforç com ara mans i peus.

## Fisiopatologia
És un mecanisme de defensa de la pell, que als peus sol associar-se a patrons anòmals de marxa i funcionament del peu, els quals provoquen que determinades zones del peu es vegin sotmeses a sobrecàrrega, i la resposta de la pell és la formació d'hiperqueratosi.
En altres casos estan relacionades amb el fregament excessiu del calçat (sobretot a les zones dorsals del peu) o amb la pressió de les estructures òssies sobre la pell que les separa (com passa amb els helomes o hiperqueratosi interdigitals).
És freqüent també apreciar hiperqueratosi en treballadors que agafen objectes fort amb les mans, fan servir eines manuals, passen molt de temps drets, en esportistes...

## Tractament

Ganiva per tallar capes de pell endurida.

Les durícies als peus són un signe de sobrecàrrega que ha de ser valorat pel podòleg. El tractament convencional per eliminar les dureses és la quiropòdia o eliminació mitjançant bisturí. Un cop retirada la hiperqueratosi la pell queda completament sana, però el factor etiològic, que és el funcionament anormal del peu, continua sent present, per la qual cosa el problema torna a aparèixer passat un temps. Per aquesta raó, el tractament s'ha d'encaminar no només a eliminar manualment aquestes dureses, sinó a buscar el mecanisme etiològic que les origina i compensar-lo, generalment mitjançant uns suports plantars (plantilles) confeccionats a mida.